# Caroline Strubbe
Caroline Strubbe (1965) is een Belgisch filmregisseuse en scenarioschrijfster.

## Biografie
Caroline Strubbe studeerde af aan de filmschool van Barcelona en begon met het maken van documentaires (Une mouche dans la salade, Shocking Manjira and the Cardboard Box en Un portrait de la Belgique) die uitgezonden werden door cultuurtelevisiezender ARTE. Haar eerste korte fictiefilm Melanomen won diverse prijzen op internationale filmfestivals en haar middellange film Taxi Dancer kreeg een speciale vermelding van de jury op het Sundance Film Festival 1998. Strubbe's eerste langspeelfilm Lost Persons Area werd vertoond op het filmfestival van Cannes in de sectie Semaine de la critique en won de SACD-prijs.

## Filmografie
| Jaar | Film                                   | Bijdragen | Bijdragen | Opmerkingen                                  |
| Jaar | Film                                   | Regie     | Scenario  | Opmerkingen                                  |
| ---- | -------------------------------------- | --------- | --------- | -------------------------------------------- |
| 2013 | I'm the Same, I'm an Other             | Afgevinkt | Afgevinkt |                                              |
| 2009 | Lost Persons Area                      | Afgevinkt | Afgevinkt |                                              |
| 1998 | Taxi Dancer                            | Afgevinkt | Afgevinkt |                                              |
| 1998 | Wittekerke                             | Afgevinkt |           | 5 afleveringen                               |
| 1993 | Melanomen                              | Afgevinkt | Afgevinkt | Kortfilm                                     |
| 1990 | Shocking Manjira and the Cardboard Box | Afgevinkt |           | Documentaire (samen met Miel Van Hoogenbemt) |
| 1988 | Une mouche dans la salade              | Afgevinkt | Afgevinkt | Kortfilm, documentaire                       |

## Prijzen en nominaties
De belangrijkste:
| Jaar | Prijs                   | Categorie                         | Film                       | Uitslag     |
| ---- | ----------------------- | --------------------------------- | -------------------------- | ----------- |
| 2015 | Magritte                | Beste Vlaamse film in coproductie | I'm the Same, I'm an Other | Genomineerd |
| 2010 | Ensor                   | Beste film                        | Lost Persons Area          | Genomineerd |
| 2010 | Ensor                   | Beste regie                       | Lost Persons Area          | Gewonnen    |
| 2009 | Filmfestival van Cannes | SACD-prijs                        | Lost Persons Area          | Gewonnen    |